# Cœur d'Espagne
Pour plus de détails, voir Fiche technique et Distribution.
Cœur d'Espagne (titre original anglais : Heart of Spain) est un film documentaire canadien écrit et réalisé par Herbert Kline, sorti en 1937 et dont le sujet est la guerre civile espagnole des années 1930.

## Fiche technique
- Titre original : Heart of Spain
- Titre français : Cœur d'Espagne
- Réalisation : Herbert Kline, Charles Korvin
- Scénario : Herbert Kline, Ben Maddow
- Photographie : Geza Karpathi, Herbert Kline
- Montage : Leo Hurwitz, Paul Strand
- Musique : Alex North
- Pays d'origine : Canada, États-Unis
- Langue originale : anglais
- Format : noir et blanc
- Genre : documentaire
- Durée : 30 minutes
- Année de sortie : 1937

## Distribution
- Norman Bethune : lui-même
- Hazen Sise (en) : lui-même